# Jeremy Senglin
Jeremy Senglin (Kansas City, 24 marzo 1995) è un cestista statunitense.

## Palmarès
- Liga catalana: 1

Andorra: 2020
- Supercoppa polacca: 1

Śląsk Breslavia: 2024

## Statistiche

### College
| Anno      | Squadra            | PG  | PT  | MP   | TC%  | 3P%  | TL%  | RP  | AP  | PRP | SP  | PP   |
| --------- | ------------------ | --- | --- | ---- | ---- | ---- | ---- | --- | --- | --- | --- | ---- |
| 2013-2014 | Weber St. Wildcats | 31  | 31  | 29,7 | 44,4 | 40,5 | 76,5 | 2,2 | 2,2 | 0,7 | 0,2 | 10,9 |
| 2014-2015 | Weber St. Wildcats | 24  | 22  | 35,2 | 41,7 | 34,6 | 78,3 | 3,3 | 3,5 | 1,1 | 0,0 | 16,4 |
| 2015-2016 | Weber St. Wildcats | 35  | 35  | 34,9 | 48,7 | 43,3 | 61,7 | 3,5 | 2,8 | 0,7 | 0,1 | 17,9 |
| 2016-2017 | Weber St. Wildcats | 34  | 34  | 35,2 | 47,6 | 44,7 | 76,6 | 3,9 | 2,8 | 1,1 | 0,0 | 21,1 |
| Carriera  | Carriera           | 124 | 122 | 33,7 | 46,3 | 41,9 | 72,8 | 3,2 | 2,8 | 0,9 | 0,1 | 16,8 |